# Oribotritia alajuela
Oribotritia alajuela är en kvalsterart som beskrevs av Wojciech Niedbała 2003. Oribotritia alajuela ingår i släktet Oribotritia och familjen Oribotritiidae. Inga underarter finns listade i Catalogue of Life.